# Graham Bell (narciarz)
Andrew Graham Bell  (ur. 4 stycznia 1966 w Akrotiri) – brytyjski narciarz alpejski, srebrny medalista mistrzostw świata juniorów.

## Kariera
Po raz pierwszy na arenie międzynarodowej Graham Bell pojawił się w 1982 roku, startując na mistrzostwach świata juniorów w Auron. W swoim jedynym starcie zajął tm 51. miejsce w zjeździe. Jeszcze dwukrotnie startował na imprezach tego cyklu, najlepszy wynik osiągając podczas mistrzostw świata w Sugarloaf w 1984 roku, gdzie w tej samej konkurencji zdobył srebrny medal. W zawodach tych rozdzielił na podium dwóch Francuzów: Denisa Reya i Didiera Pageta. W zawodach Pucharu Świata pierwsze punkty Graham Bell wywalczył 24 stycznia 1988 roku w Leukerbad, zajmując dziesiąte miejsce w biegu zjazdowym. Nigdy nie stanął na podium zawodów tego cyklu; była to jego najlepsza lokata w zawodach tego cyklu. Najlepsze wyniki osiągał w sezonie 1988/1989, kiedy zajął 86. miejsce w klasyfikacji generalnej.
Kilkukrotnie startował na mistrzostwach świata, zajmując między innymi 29. miejsce w kombinacji podczas rozgrywanych w 1996 roku mistrzostw świata w Sierra Nevada i to samo miejsce w zjeździe na rozgrywanych rok później mistrzostwach świata w Sestriere. Zajął też między 23. miejsce w zjeździe na igrzyskach olimpijskich w Calgary w 1988 roku i igrzyskach w Nagano w 1998 roku. Po tych igrzyskach zakończył karierę.
Jego brat Martin Bell również uprawiał narciarstwo alpejskie.

## Osiągnięcia

### Igrzyska olimpijskie
| Miejsce | Dzień     | Rok  | Miejscowość | Konkurencja | Czas biegu  | Strata      | Zwycięzca           |
| ------- | --------- | ---- | ----------- | ----------- | ----------- | ----------- | ------------------- |
| 32.     | 16 lutego | 1984 | Sarajewo    | Zjazd       | 1:45,59 min | +4,47 s     | Bill Johnson        |
| 23.     | 15 lutego | 1988 | Calgary     | Zjazd       | 1:59,63 min | +4,93 s     | Pirmin Zurbriggen   |
| DNF     | 17 lutego | 1988 | Calgary     | Kombinacja  | 36,55 pkt   | -           | Hubert Strolz       |
| 35.     | 21 lutego | 1988 | Calgary     | Supergigant | 1:39,66 min | +9,32 s     | Franck Piccard      |
| DNF     | 25 lutego | 1988 | Calgary     | Gigant      | 2:06,37 min | -           | Alberto Tomba       |
| 33.     | 9 lutego  | 1992 | Albertville | Zjazd       | 1:50,37 min | +5,45 s     | Patrick Ortlieb     |
| 27.     | 11 lutego | 1992 | Albertville | Kombinacja  | 14,58 pkt   | +119,45 pkt | Josef Polig         |
| 53.     | 16 lutego | 1992 | Albertville | Supergigant | 1:13,04 min | +7,83 s     | Kjetil André Aamodt |
| 26.     | 13 lutego | 1994 | Lillehammer | Zjazd       | 1:45,75 min | +1,64 s     | Tommy Moe           |
| DNF     | 15 lutego | 1994 | Lillehammer | Kombinacja  | 3:17,53 min | -           | Lasse Kjus          |
| DNF     | 17 lutego | 1994 | Lillehammer | Supergigant | 1:32,53 min | -           | Markus Wasmeier     |
| 23.     | 13 lutego | 1998 | Nagano      | Zjazd       | 1:50,11 min | +3,82 s     | Jean-Luc Crétier    |
| 31.     | 16 lutego | 1998 | Nagano      | Supergigant | 1:34,82 min | +4,98 s     | Hermann Maier       |

### Mistrzostwa świata
| Miejsce | Dzień     | Rok  | Miejscowość   | Konkurencja | Czas biegu  | Strata      | Zwycięzca       |
| ------- | --------- | ---- | ------------- | ----------- | ----------- | ----------- | --------------- |
| 33.     | 1 lutego  | 1987 | Crans-Montana | Kombinacja  | 28,27 pkt   | +442,10 pkt | Marc Girardelli |
| 32.     | 11 lutego | 1993 | Morioka       | Zjazd       | 1:32,06 min | +2,89 s     | Urs Lehmann     |
| 35.     | 13 lutego | 1996 | Sierra Nevada | Supergigant | 1:21,80 min | +2,87 s     | Atle Skårdal    |
| 45.     | 17 lutego | 1996 | Sierra Nevada | Zjazd       | 2:00,17 min | +5,36 s     | Patrick Ortlieb |
| 29.     | 21 lutego | 1996 | Sierra Nevada | Kombinacja  | 3:31,95 min | +16,32 s    | Marc Girardelli |
| 41.     | 3 lutego  | 1997 | Sestriere     | Supergigant | 1:29,68 min | +4,36 s     | Atle Skårdal    |
| 29.     | 8 lutego  | 1997 | Sestriere     | Zjazd       | 1:51,11 min | +3,27 s     | Bruno Kernen    |

### Mistrzostwa świata juniorów
| Miejsce | Dzień     | Rok  | Miejscowość | Konkurencja | Czas biegu  | Strata   | Zwycięzca      |
| ------- | --------- | ---- | ----------- | ----------- | ----------- | -------- | -------------- |
| 51.     | 4 marca   | 1982 | Auron       | Zjazd       | 1:36,11 min | +8,10 s  | Franck Piccard |
| 44.     | 3 lutego  | 1983 | Sestriere   | Zjazd       | 1:24,24 min | +6,69 s  | Luc Alphand    |
| 57.     | 5 lutego  | 1983 | Sestriere   | Gigant      | 2:15,25 min | +14,99 s | Johan Wallner  |
| 2.      | 21 lutego | 1984 | Sugarloaf   | Zjazd       | 1:26,05 min | +0,19 s  | Denis Rey      |

### Puchar Świata

#### Miejsca w klasyfikacji generalnej
- sezon 1987/1988: 93.
- sezon 1988/1989: 86.
- sezon 1993/1994: 115.
- sezon 1994/1995: 105.
- sezon 1995/1996: 142.
- sezon 1996/1997: 143.

#### Miejsca na podium
Bell nigdy nie stanął na podium zawodów PŚ.